# David Taylor (zapaśnik)
David Morris Taylor (ur. 5 grudnia 1990) – amerykański zapaśnik walczący w stylu wolnym. Złoty medalista olimpijski z Tokio 2020 w kategorii 86 kg.
Triumfator mistrzostw świata w 2018, 2022 i 2023; drugi w 2021 i trzeci w 2024. Mistrz panamerykański w 2018, 2019 i 2021. Pierwszy w Pucharze Świata w 2018 i drugi w 2017 roku. Brązowy medalista Uniwersjady w 2013, jako zawodnik Uniwersytetu Stanu Pensylwania.
Zawodnik Graham High School z St. Paris i Penn State. Cztery razy All-American (2011 – 2014) w NCAA Division I, pierwszy w 2012 i 2014; drugi w 2011 i 2013. Outstanding Wrestler w 2012 i 2014 roku.